# Doljani (miasto Čapljina)
Doljani – wieś w Bośni i Hercegowinie, w Federacji Bośni i Hercegowiny, w kantonie hercegowińsko-neretwiańskim, w mieście Čapljina. W 2013 roku liczyła 495 mieszkańców, z czego większość stanowili Chorwaci.